# Tim Couch
Pour les articles homonymes, voir Couch.
(en) Statistiques sur pro-football-reference
Timothy Scott Couch, dit Tim Couch, né le 31 juillet 1977 à Hyden, est un joueur américain de football américain. Ce quarterback a joué pour les Browns de Cleveland (1999-2003) en National Football League (NFL).
Il a joué au niveau universitaire à l'Université du Kentucky au sein des Wildcats et a été sélectionné comme tout premier choix par les Browns de Cleveland lors de la draft 1999 de la NFL. Il ne parvient toutefois pas à transposer ses succès de l'université dans la NFL, et sa carrière professionnelle, minée par les blessures, n'aura durée que cinq saisons. Il tente de relancer sa carrière avec les Packers de Green Bay puis les Jaguars de Jacksonville, mais ne réussit pas à intégrer leur effectif final.

## Statistiques
| Année              | Équipe              | MJ                 |         | Passes   | Passes | Passes | Passes | Passes | Passes | Passes  |       | Courses | Courses | Courses | Courses |
| Année              | Équipe              | MJ                 | Tentées | Réussies | Pct.   | Yards  | TD     | Int.   | Éval.  | Tentées | Yards | Moy.    | TD      |         |         |
| 1999               | Browns de Cleveland | 15                 | 399     | 223      | 55,9   | 2 447  | 15     | 13     | 73,2   | 40      | 267   | 6,7     | 1       |         |         |
| 2000               | Browns de Cleveland | 7                  | 215     | 137      | 63,7   | 1 483  | 7      | 9      | 77,3   | 12      | 45    | 3,8     | 0       |         |         |
| 2001               | Browns de Cleveland | 16                 | 454     | 272      | 59,9   | 3 040  | 17     | 21     | 73,1   | 38      | 128   | 3,4     | 0       |         |         |
| 2002               | Browns de Cleveland | 14                 | 443     | 273      | 61,6   | 2 842  | 18     | 18     | 76,8   | 23      | 77    | 3,3     | 0       |         |         |
| 2003               | Browns de Cleveland | 10                 | 203     | 120      | 59,1   | 1 319  | 7      | 6      | 77,6   | 11      | 39    | 3,5     | 1       |         |         |
| Totaux en carrière | Totaux en carrière  | Totaux en carrière | 1 714   | 1 025    | 59,8   | 11 131 | 64     | 67     | 75,1   | 124     | 556   | 4,5     | 2       |         |         |

## Vie privée
Il est marié à Heather Kozar.